# Баси (Астраханська область)
Баси (рос. Басы) — село у Лиманському районі Астраханської області Російської Федерації.
Населення становить 997 осіб (2010). Входить до складу муніципального утворення Басинська сільрада.

## Історія
Населений пункт розташований на території українського етнічного та культурного краю Жовтий Клин. Від 1943 року належить до Лиманського району, у 1963-1965 роках — Ікрянинського району.
Згідно із законом від 6 серпня 2004 року органом місцевого самоврядування є Басинська сільрада.

## Населення
| 2002 | 2009  | 2010 |
| ---- | ----- | ---- |
| 1263 | ↘1075 | ↘997 |